# Irene Montrucchio
Irene Montrucchio Beaus (Barcellona, 7 ottobre 1991) è una sincronetta spagnola, vincitrice di una medaglia di bronzo ai Giochi olimpici di Londra 2012.

## Palmarès
| Anno | Manifestazione  | Sede       | Evento    | Risultato | Prestazione |
| ---- | --------------- | ---------- | --------- | --------- | ----------- |
| 2010 | Europei         | Budapest   | Combinato | Argento   | 97,000      |
| 2011 | Mondiali        | Shanghai   | Combinato | 4ª        | 95,740      |
| 2011 | Mondiali        | Shanghai   | Libero    | Bronzo    | 96,090      |
| 2011 | Mondiali        | Shanghai   | Tecnico   | Bronzo    | 96,000      |
| 2012 | Europei         | Eindhoven  | Squadre   | Oro       | 96,210      |
| 2012 | Europei         | Eindhoven  | Combinato | Oro       | 95,600      |
| 2012 | Giochi olimpici | Londra     | Squadre   | Bronzo    | 193,120     |
| 2013 | Mondiali        | Barcellona | Combinato | Argento   | 94,620      |